# Dharamsala
Dharamsala eller Dharmshāla er en by i det nordlige Indien i staten Himachal Pradesh. Byens navn betyder rigtigt Vandrerhjem.
Byen er tilholdssted for den tibetanske eksilregering.
Byen har en befolkning på 19.034 (2001).